# Fönstertittarsjuka
Fönstertittarsjuka, perifer cirkulationsinsufficiens eller claudicatio (latin: claudicatio intermittens,  'tillfällig hälta'), är en kärlsjukdom som gör att smärta uppkommer i benen, oftast vaderna, vid ansträngning. 
Ytterligare namn är perifer artärsjukdom eller benartärsjukdom.
Fönstertittarsjuka beror på förträngningar (åderförkalkning) i benens stora artärer. Kärlförträngningarna medför att tillräckligt med syre inte kan nå musklerna vid ansträngning. Smärtan uppstår vid aktivitet och försvinner vid vila. Vid uttalad sjukdom kan horisontalläge medföra smärta, varvid en liggande patient måste låta benen hänga utmed sängkanten. I allra värsta fall kan sjukdomen orsaka kallbrand och därmed leda till amputation. 
Beteckningen fönstertittarsjuka kommer av att de drabbade vid promenader gärna stannar till en stund och då kan passa på att kolla in skyltfönster eller liknande i väntan på att smärtorna ska avta.

## Undersökning
Blodtrycksmätning i ankeln med doppler och i vissa fall, exempelvis vid diabetesangiopati, blodtrycksmätning i stortån (speciellt hos diabetiker och njursjuka) med laserdopplerteknik. Dessa undersökningar kompletteras eventuellt med nivådiagnostik (fastställande av kärlförträngningarnas lokalisation och svårighetsgrad) med ultraljudsteknik (så kallad duplexteknik), magnetkameraangiografi eller datortomografisk angiografi. Ibland utföres även sexminuters gångtest.

## Behandling
Den viktigaste behandlingsinsatsen vid fönstertittarsjuka är att påverka riskfaktorer som förvärrar kärlsjukdomen, exempelvis diabetes, högt blodtryck och förhöjda blodfetter. Sänkt fotända nattetid, och i vissa fall smärtstillande mediciner kan lindra smärtan. Rökstopp och motion ger minskad symtombörda, ökar gångsträckan, och minskar risken för allvarliga komplikationer.
Behandling med acetylsalicylsyra och statiner anses i regel indicerat eftersom symptomgivande claudicatio skvallrar om omfattande aterosklerotisk kärlsjukdom. Läkemedelsbehandlingen är alltså i det här fallet förebyggande och inte symtomlindrande. Studier har gjorts av nyttan med kombination av acetylsalicylsyra och NOAK, vilket har visat ökad nytta men samtidigt ökad blödningsrisk. Läkemedelsbehandling med cilostazol kan i valda fall vara en lämplig symtomlindrande behandling.
Allvarliga problem med sjukdomen kan föranleda ballongvidgning av kärlet, PTA (perkutan transluminal angioplastik), alternativt kirurgisk anläggning av alternativ passageväg för blodet, så kallad by-passkirurgi. Åtgärderna har bevisad effekt, men måste vägas mot eventuella risker, resurser och den ofta goda nyttan av icke-kirurgisk behandling. För en minoritet av patienterna är dock kirurgisk behandling en rimlig och effektiv åtgärd.